# Loratadina
La loratadina és un fàrmac usat per tractar les al·lèrgies. Això inclou la rinitis al·lèrgica, (la febre del fenc) i la urticària. També està disponible amb combinació amb pseudoefedrina. Es pren per via oral.
Efectes secundaris comuns inclouen la somnolència, la boca seca i el mal de cap.
La loratadina va ser descoberta el 1981 i es va comercialitzar el 1993.